# Huntemannia lacustris
Huntemannia lacustris är en kräftdjursart som beskrevs av M. S. Wilson 1958. Huntemannia lacustris ingår i släktet Huntemannia och familjen Huntemanniidae. Inga underarter finns listade i Catalogue of Life.